# Eric Gordon
Eric Ambrose Gordon mlađi (Indianapolis, Indiana, SAD, 25. prosinca 1988.) je američki košarkaš.
Studirao je na sveučilištu Indiani, za čiju je momčad igrao. Los Angeles Clippersi su ga 2008. na draftu izabrali u 1. krugu. Bio je 7. po redu izabrani igrač.

## Vanjske poveznice
- NBA.com